# Cylindrocarpus microscopicus
Cylindrocarpus microscopicus – gatunek niewielkiej brunatnicy z rodziny Chordariaceae.

## Budowa
Plecha brązowa, galaretowata, o nieregularnych granicach i długości 1–2 (wyjątkowo do 3) mm. Nici plechy jednorzędowe, rozgałęziają się jednostronnie lub naprzemianlegle. Słabe zróżnicowanie na komórki rdzeniowe i asymilacyjne. Komórki cylindryczne o szerokości 6–8 μm i mniej więcej sześciokrotnie większej długości. Chloroplasty drobne, dyskowate, liczne w komórce, z kilkoma pirenoidami. Z nici rdzeniowych wyrastają chwytniki wrastające w plechy gospodarza i włoski.
Na końcach nici znajdują się cylindryczne, symetryczne, jedno- lub wielokomórkowe sporangia uwalniające zoospory. Mają one 28–45 μm długości i 8–12 μm szerokości.

## Ekologia
Glon morski. Epifit porastający inne glony (opisywany z krasnorostu Gracilaria). Występuje w niewielu miejscach północnych wybrzeży Morza Śródziemnego (Hiszpania, Francja, Włochy). Rzadko stwierdzany na Wyspach Brytyjskich, francuskim wybrzeżu Atlantyku i rosyjskim wybrzeżu Morza Czarnego.

## Historia odkrycia
Osobniki tego gatunku po raz pierwszy opisano w połowie XIX w. w pracy Pierre'a i Hippolite'a Crouanów. Stały się one typem nomenklatorycznym nowo utworzonego rodzaju. Szczegółowo opisał je Paul Kuckuck, botanik ze stacji naukowej na Helgolandzie, który u schyłku XIX w. jako pierwszy zauważył, że można wyróżnić dwie formy tego taksonu – większą, epilityczną i mniejszą, epifityczną. Nie uznał jednak tych różnic za wystarczające do wyodrębniania oddzielnych gatunków. Dopiero turecki fykolog, Ergün Taskin, stwierdziwszy, że dwie formy różnią się na tyle, że należy je rozdzielić, przeniósł formę epilityczną najpierw do rodzaju Petrospongium, a ostatecznie wyróżnił ją jako gatunek Cylindrocarpus kuckuckii. W międzyczasie stwierdzono, że za C. microscopicus należy uznać przedstawicieli wyróżnianych przez niektórych gatunków Ectocarpus microscopicus, E. investiens i Streblonema investiens.